# Rio Glâmbocel
O Rio Glâmbocel é um rio da Romênia, afluente do Budişteanca, localizado no distrito de Argeş.